# گالی (شهر)
گالی (به لاتین: Galle) یک شهر در سری‌لانکا است که در استان جنوبی (سری‌لانکا) واقع شده‌است.

## خصوصیات
گالی ۱۶٫۵۲ کیلومترمربع مساحت و ۹۹٬۴۷۸ نفر جمعیت دارد و ۰ متر بالاتر از سطح دریا واقع شده‌است.

## خواهرخوانده
شهر فلسن خواهرخواندهٔ گالی (شهر) هست.

## نگارخانه

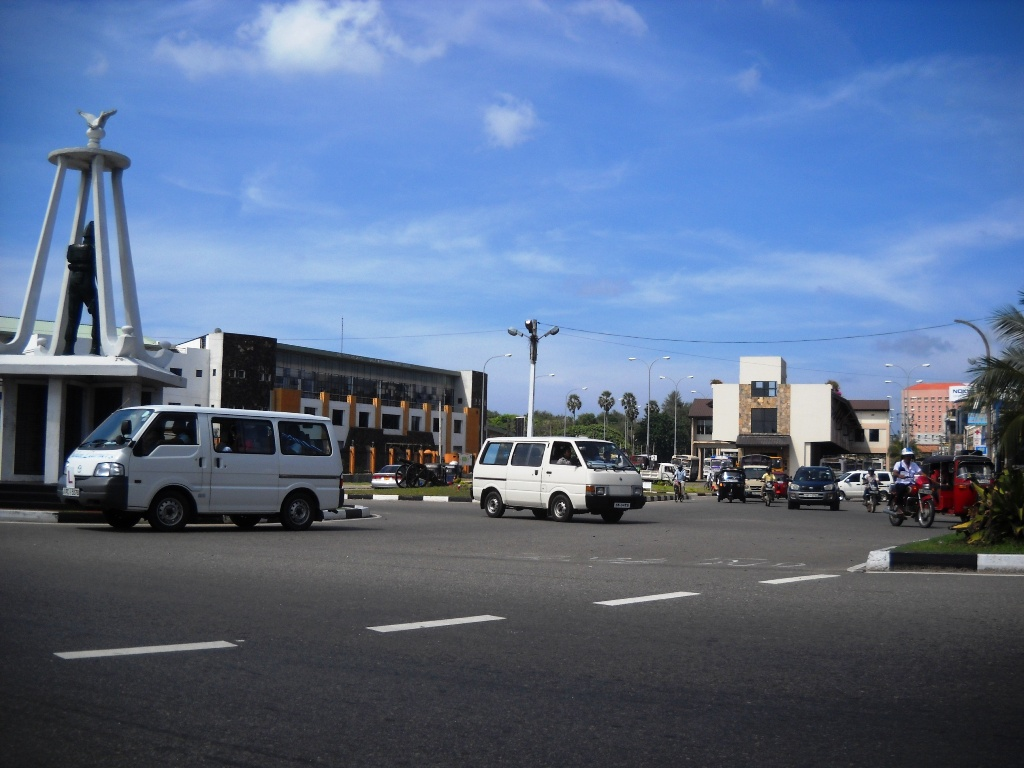
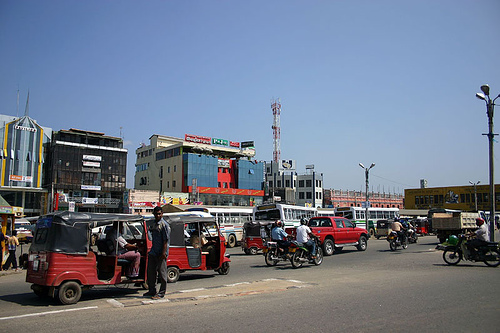
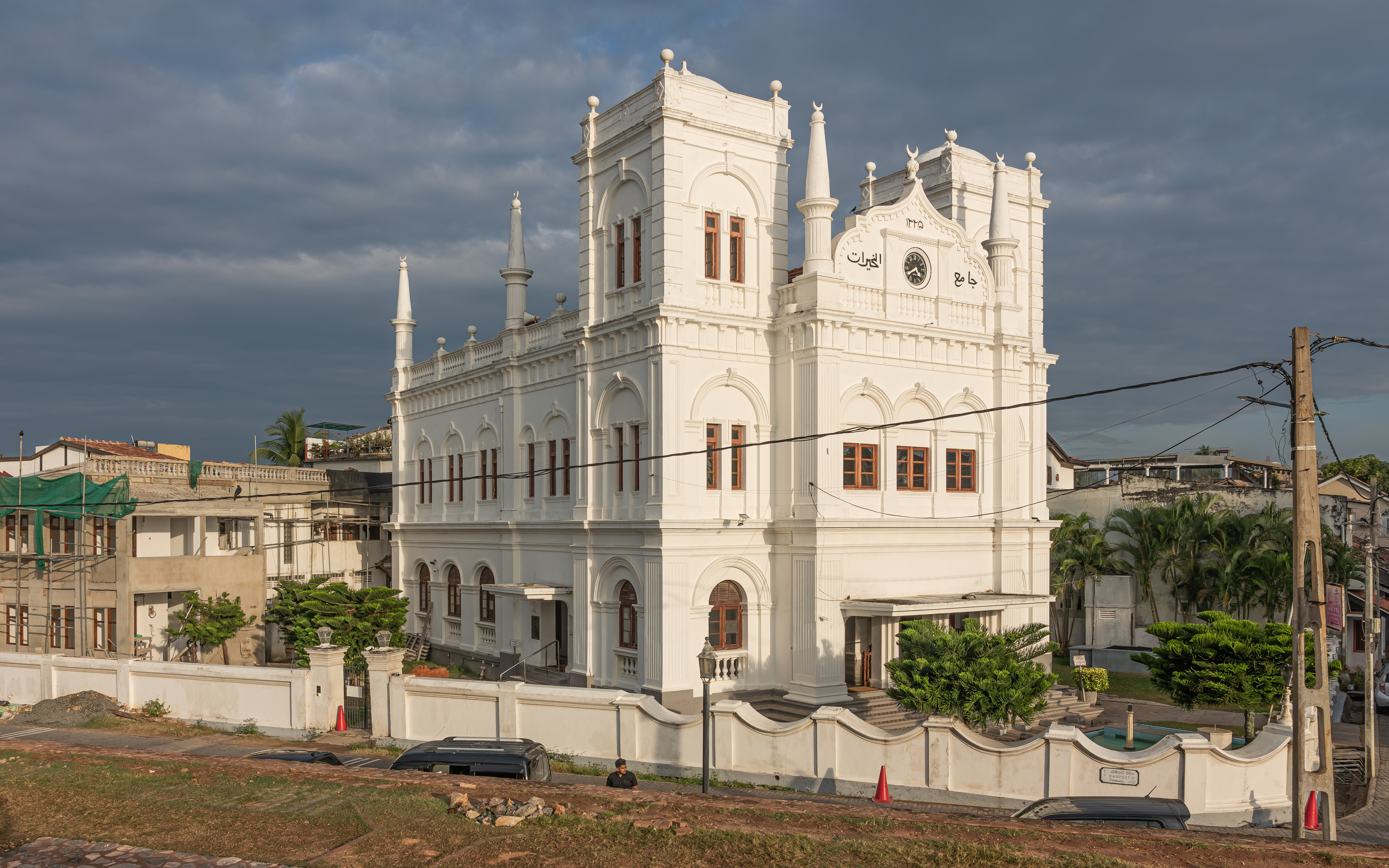
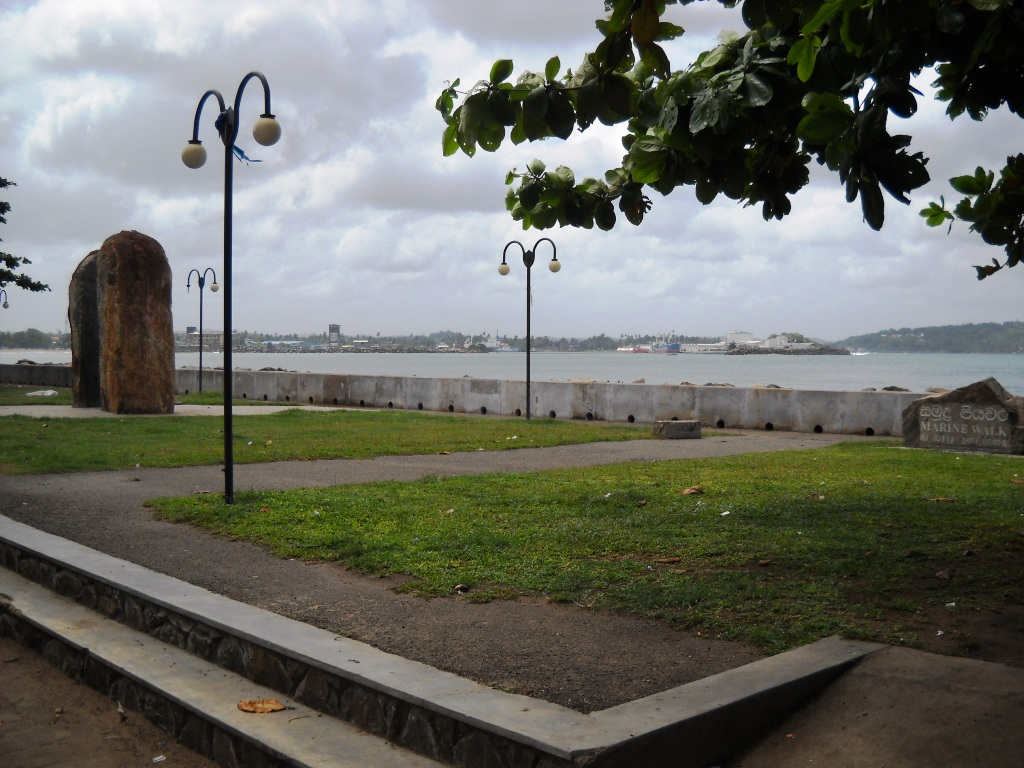
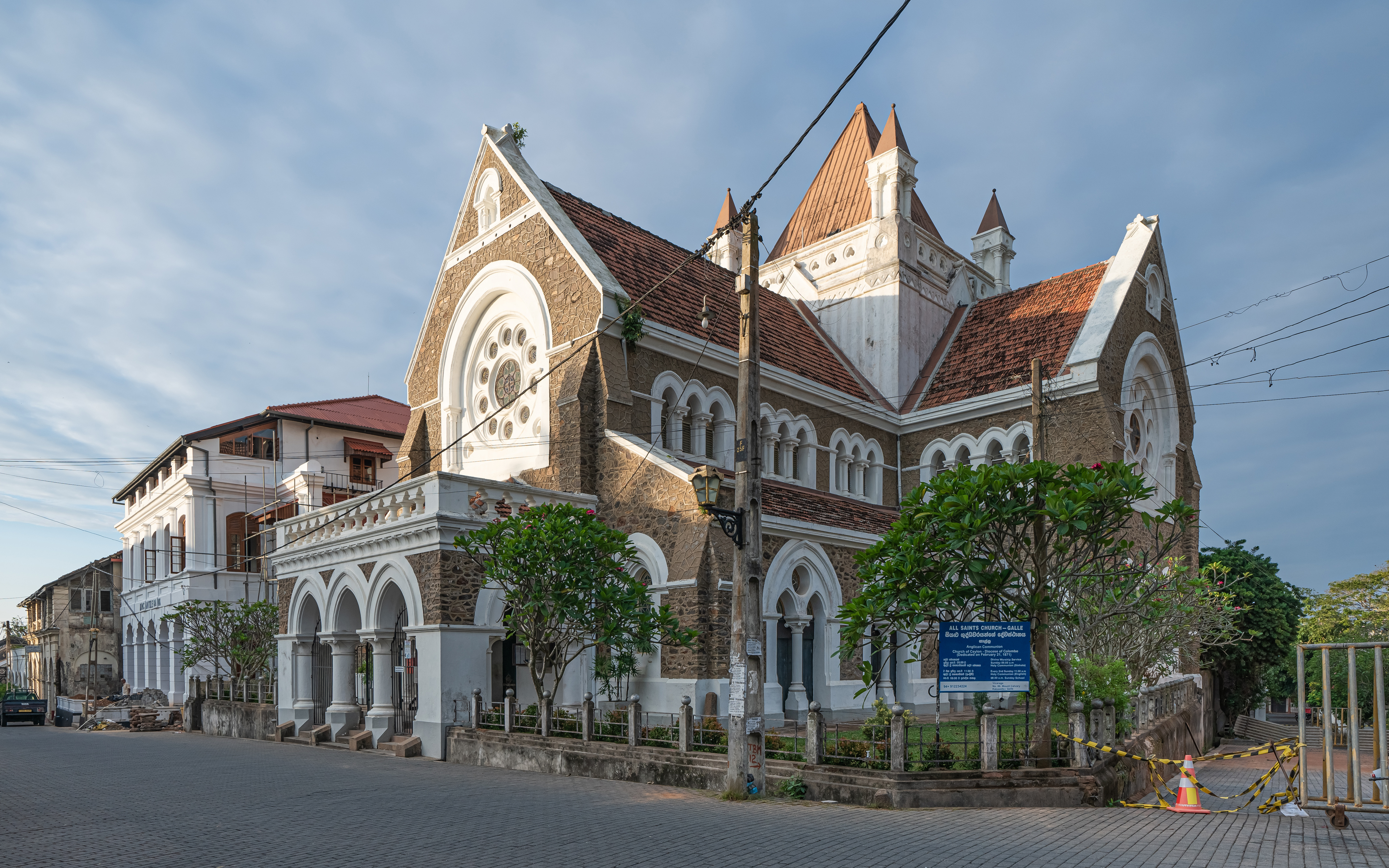
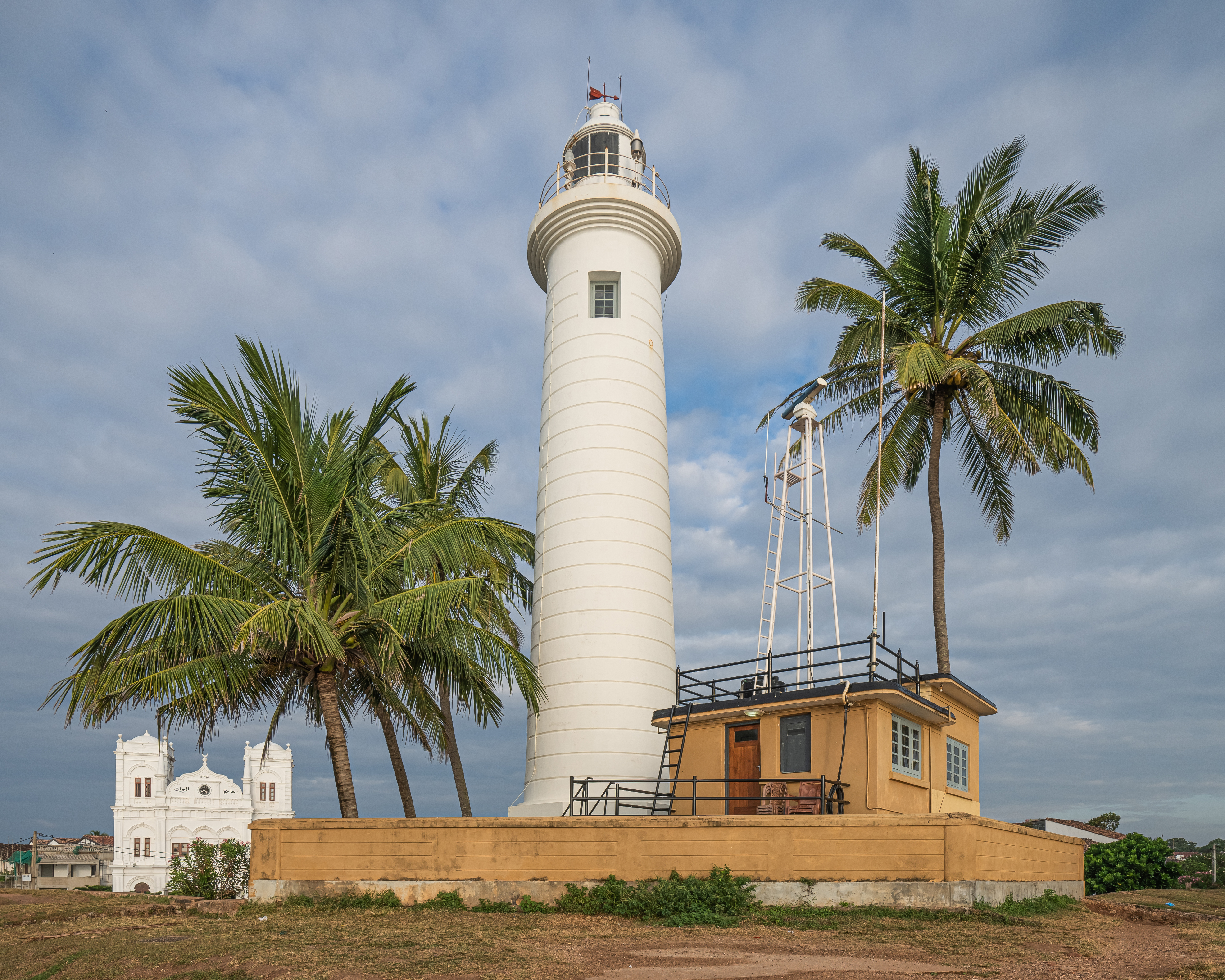
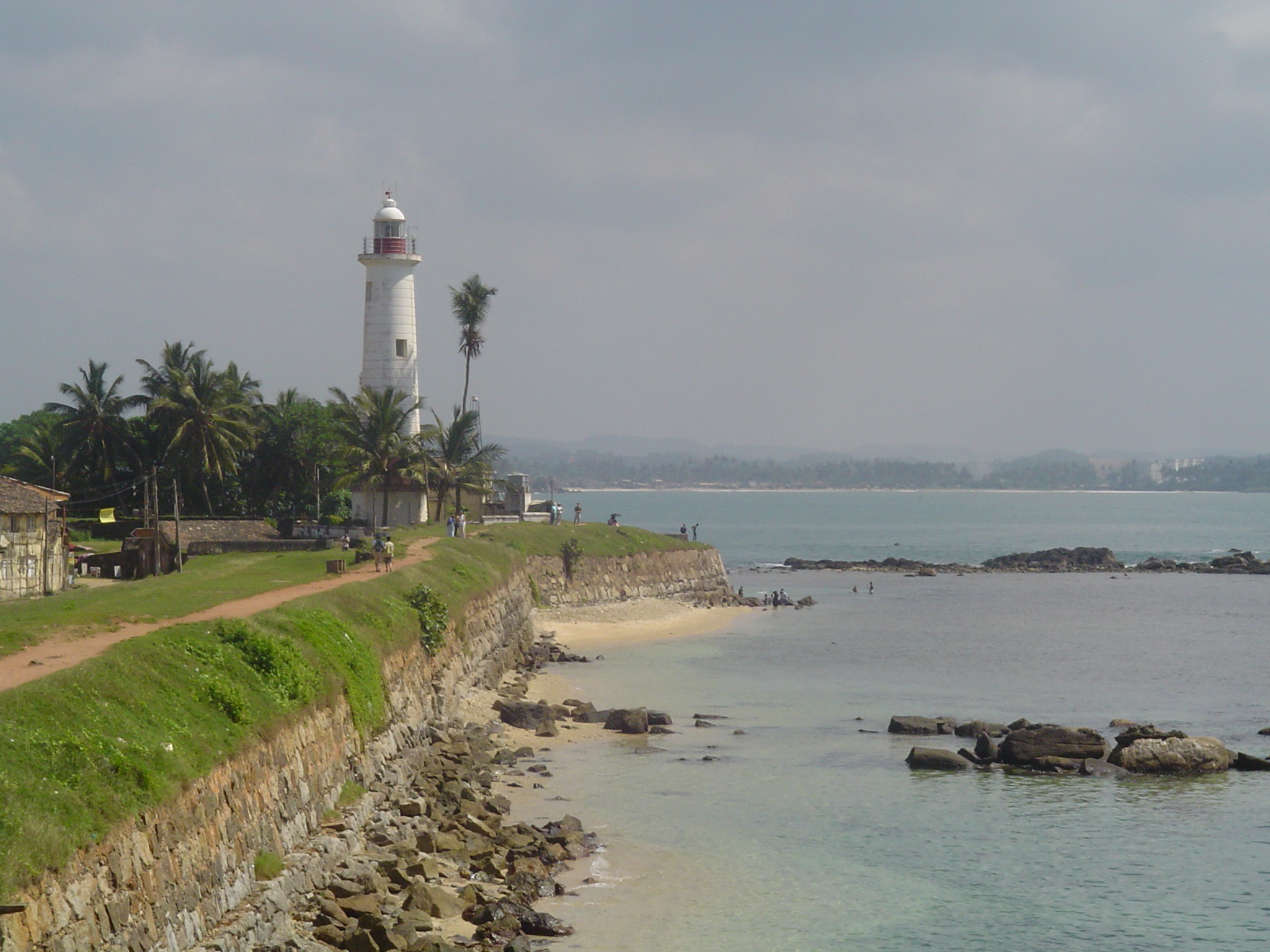
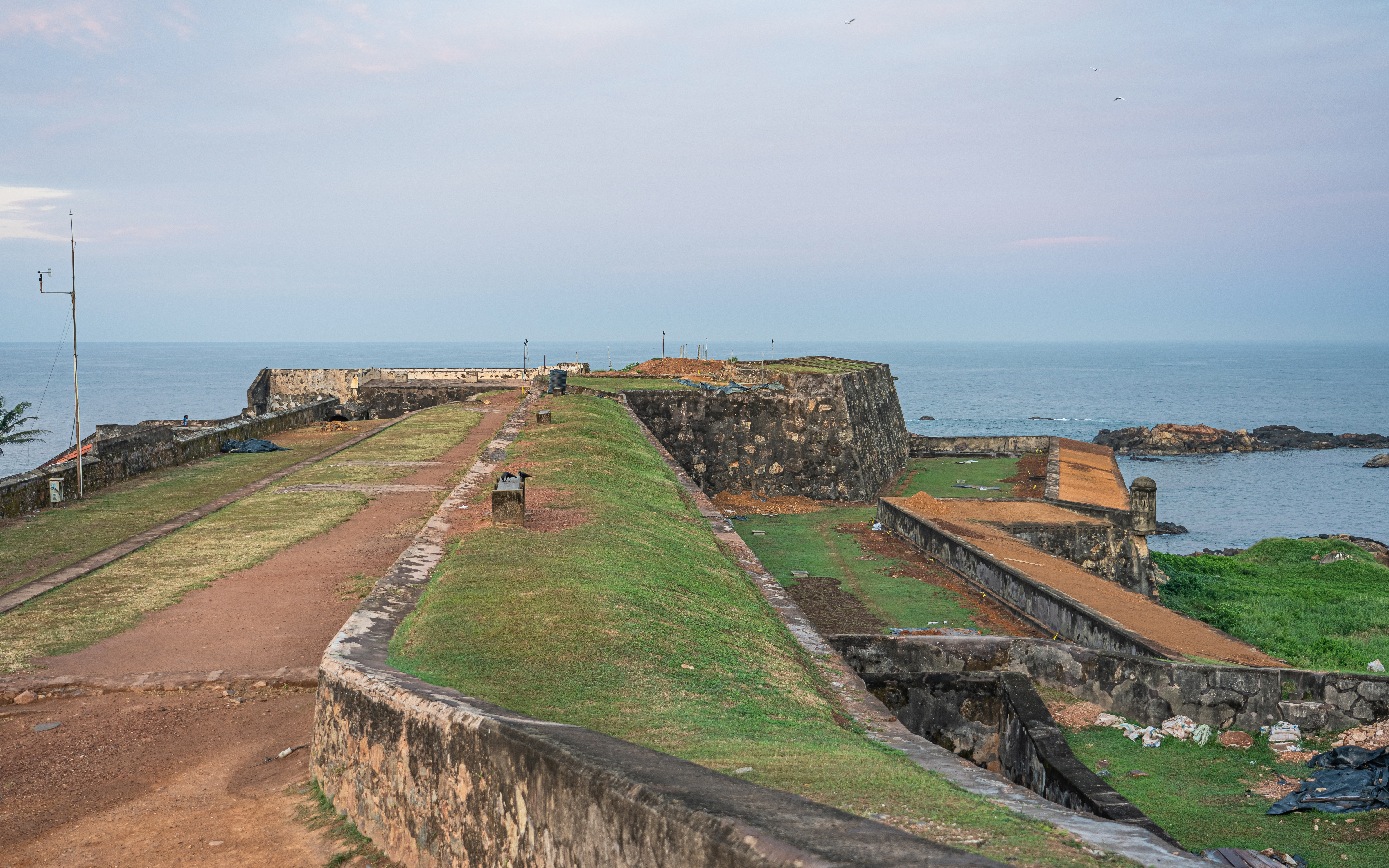
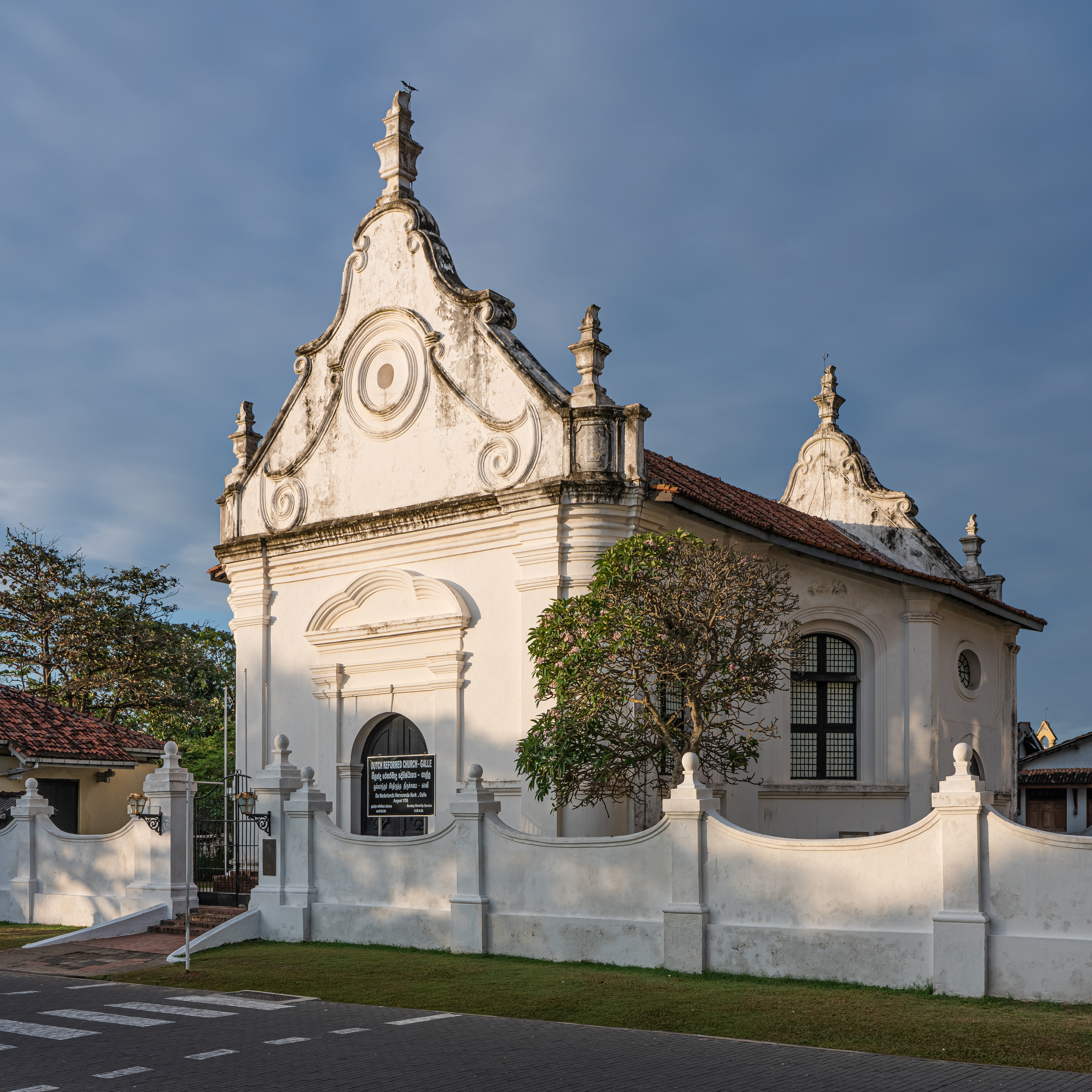
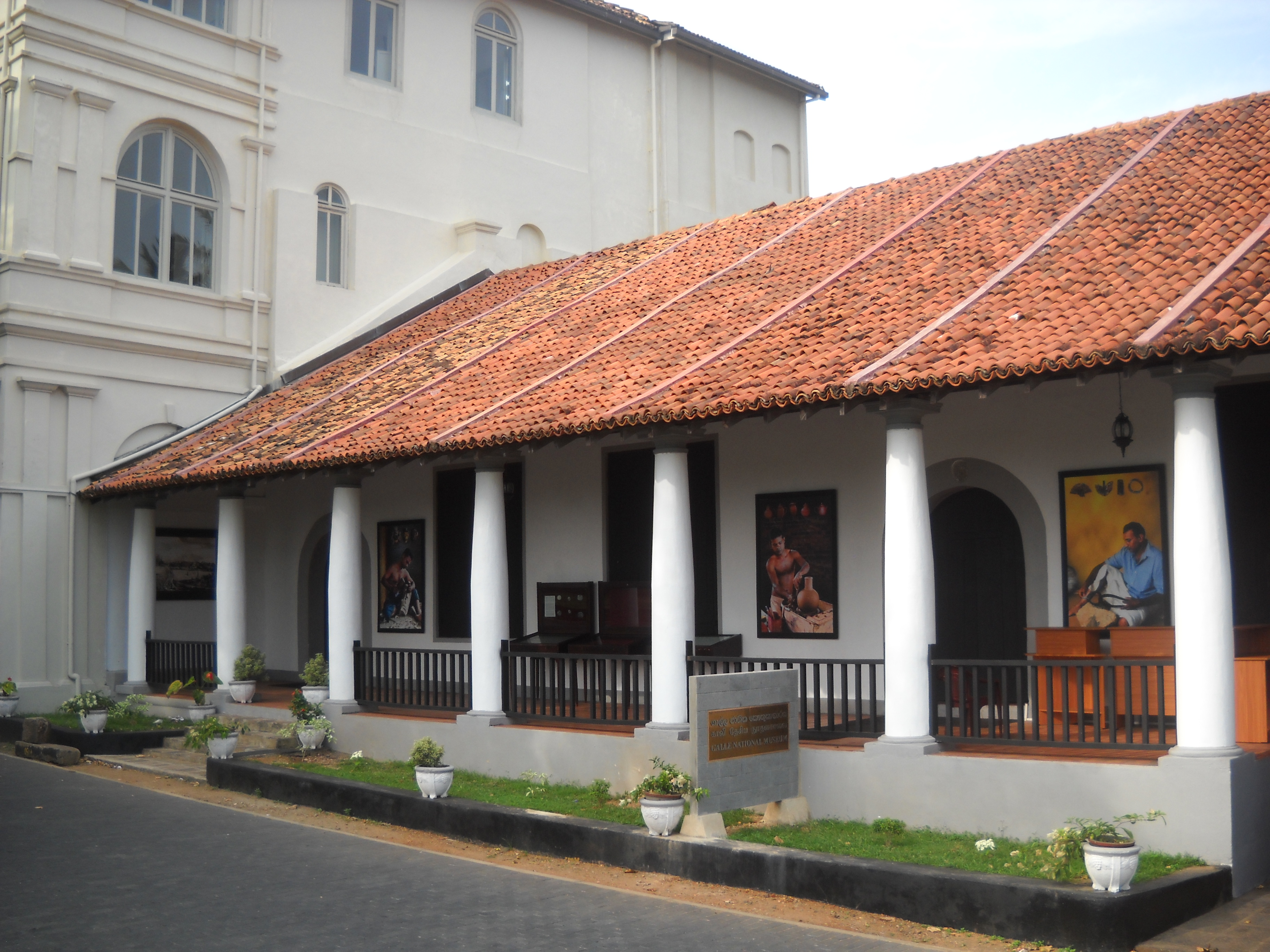